# Sint-Annakerk (Wirtzfeld)

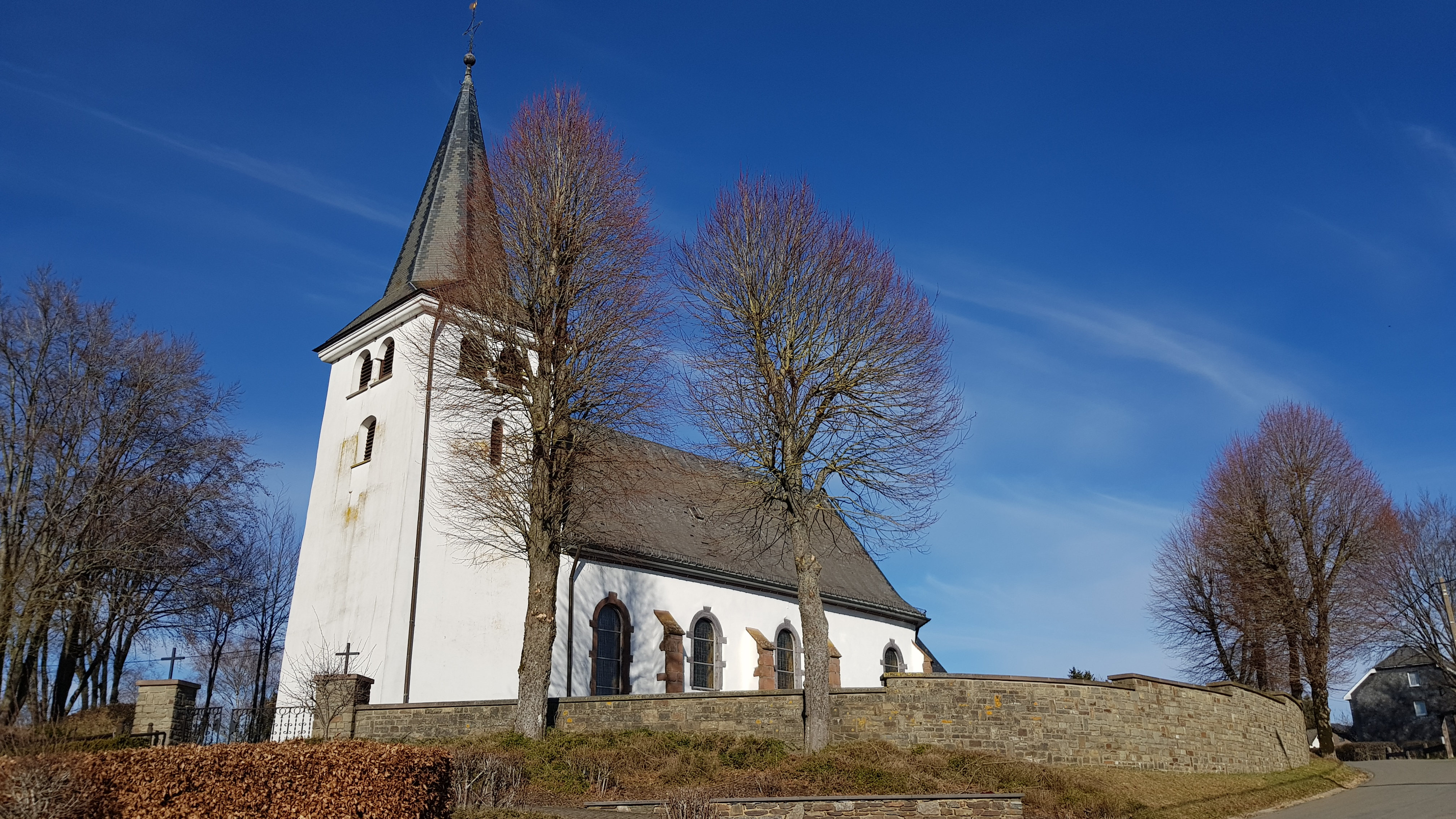
Sint-Annakerk

De Sint-Annakerk (Duits: Kirche Sankt Anna) is de parochiekerk van de tot de Luikse gemeente Büllingen behorende plaats Wirtzfeld, gelegen aan Wirtzberg.

## Gebouw
Het betreft een 16e-eeuws gotisch kerkje, uitgevoerd in breuksteen. In 1601 werd het kerkje gerestaureerd. De kerk heeft een eenbeukig schip en een driezijdig afgesloten koor. De betrekkelijk lage, voorgebouwde toren heeft een ingesnoerde naaldspits.
De kerk wordt omgeven door een kerkhof.

## Interieur
De kerk bezit enkele altaren uit het 2e kwart van de 18e eeuw. Ook de biechtstoel is van die tijd. De communiebank is van 1736. De preekstoel is van 1745. Zeer merkwaardig zijn de sluitstenen in de gewelven. In de muur zijn enkele 18e-eeuwse grafkruisen ingemetseld.